# Triumf marzyciela

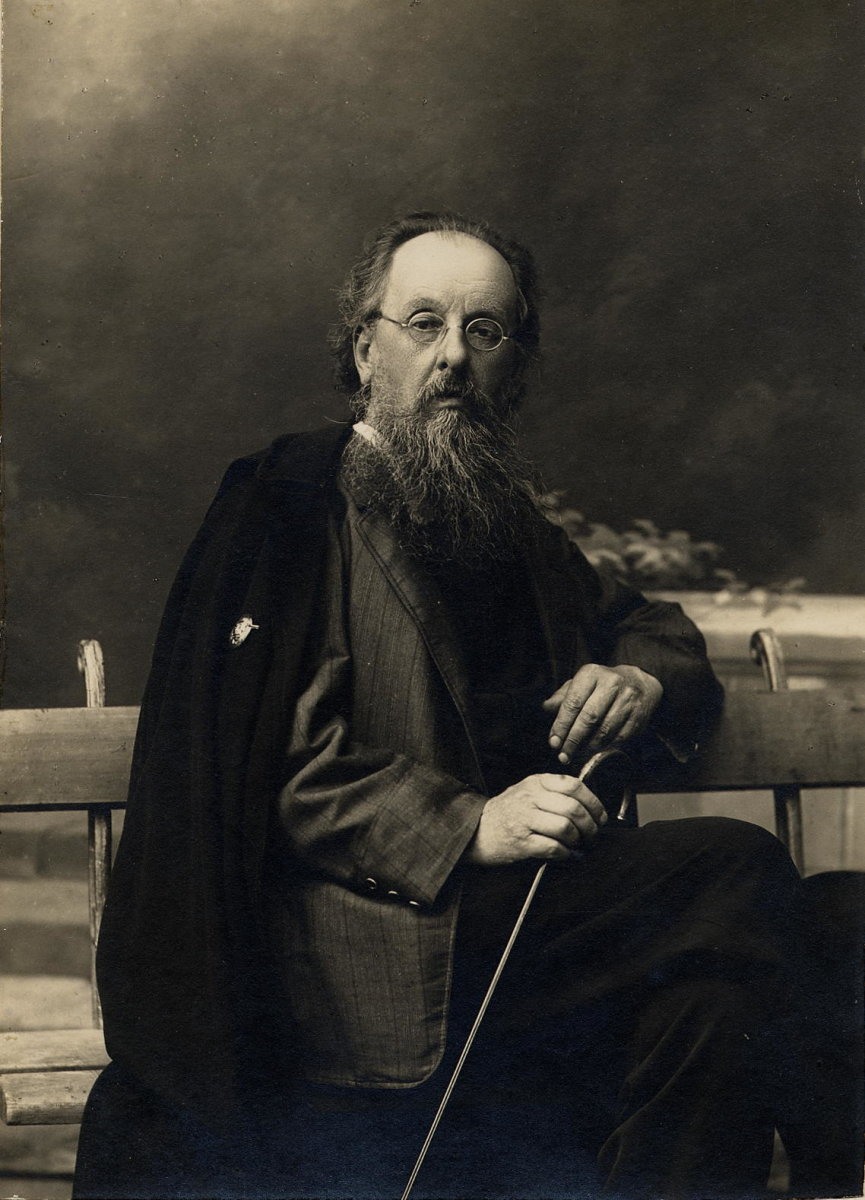
Konstantin Ciołkowski (1924)

Triumf marzyciela – powieść Władysława Kulickiego z 1962. Jest to powieść biograficzna stanowiąca portret rosyjskiego uczonego Konstantina Ciołkowskiego. Życie Ciołkowskiego przedstawione jest w niej od wczesnego dzieciństwa po lata sławy.
Kompozycja utworu, jego styl i sposób opowiadania o nauce nie odbiegają od klasycznych schematów powieści biograficznej. Książka jest napisana w sposób przystępny. Przeznaczona jest dla szerokiej publiczności – przede wszystkim dla młodego czytelnika.
Kulicki jest autorem także innych powieści biograficznych, należy do nich np. utwór Pieszo po sławę (1962) o Łomonosowie.